# Martes zibellina brachyura
Zibeline d’Ézo, Zibeline du Japon
Sous-espèce
Statut de conservation UICN

NT : Quasi menacé
Ne doit pas être confondu avec Martre du Japon.
La zibeline d’Ézo(Martes zibellina brachyura), est un mammifère carnivore de la famille des mustélidés, du genre martes. Il s'agit d'une sous-espèce de zibeline, endémique de l'île de Hokkaido au Japon. Également désigné en français sous le nom de zibeline du Japon, elle est très souvent confondue avec la martre à pieds noirs (Martes melampus).
En japonais, elle est désignée sous le nom d' Ezo-kuroten (エゾクロテン) et en langue aïnoue, elle est désignée sous le nom de « kasupekira », signifiant « qui s'enfuit avec une louche ». Ce nom provient de l’habitude de ce petit mustélidé de s'introduire dans les villages pour voler des objets ou attaquer la volaille.

## Répartition

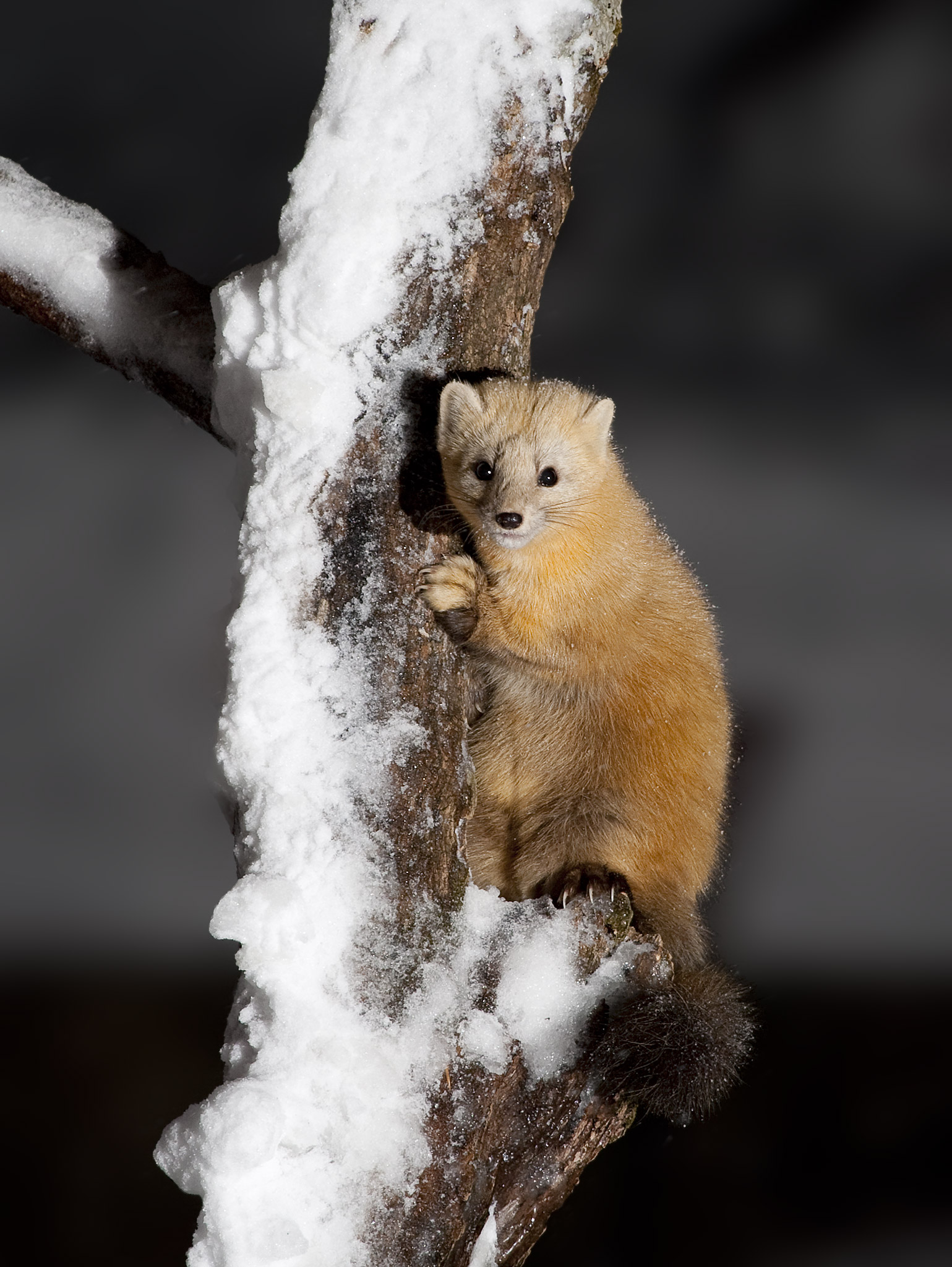
Zibeline d'Ézo sur un arbre.

La zibeline d’Ézo se trouve principalement dans les forêts des régions centrales, septentrionales à l’Est de l’île d’Hokkaido. La plupart des observations ont lieu dans les régions nord et est.
Jusqu'à l'ère Meiji, la zibeline d’Ézo était présente sur toute l'île de Hokkaido. Cependant, la chasse intensive pour sa fourrure a conduit à une diminution de sa population, avant d’être interdite en 1920. Toutefois, elle reste une espèce chassable aujourd’hui,.
Dans les années 1940, la martre du Japon (Martes melampus melampus) a été introduite à Hokkaido pour le commerce de la fourrure. Certaines se sont échappées pour former des populations sauvages, notamment dans la région sud de l'île. Aujourd'hui, même si les deux espèces cohabitent dans des espaces relativement séparés, une certaine proximité spatiale mais surtout génétique existe toujours entre les deux espèces, ce qui pose un sérieux risque d'hybridation et de diminution de la pureté génétique de la zibeline d’Ézo.

## Caractéristiques
Un adulte mesure environ 40 à 50 cm de long, avec une queue de 10 à 15 cm et des oreilles de 3,0 à 3,5 cm. Le poids varie entre 1,0 et 1,3 kg. La fourrure est de couleur variable, allant du jaune pâle au brun foncé, avec des nuances intermédiaires. Les pattes avant et arrière sont noires, et la queue est de couleur brun foncé. La fourrure d'hiver est plus claire que celle d'été, et plus claire que celle des zibelines du continent eurasien. L'os pénien mesure environ 3 cm de long et 1,5 mm de diamètre, avec une extrémité en forme de Y. La dentition comprend 38 dents, et il y a 6 mamelles.

## Écologie

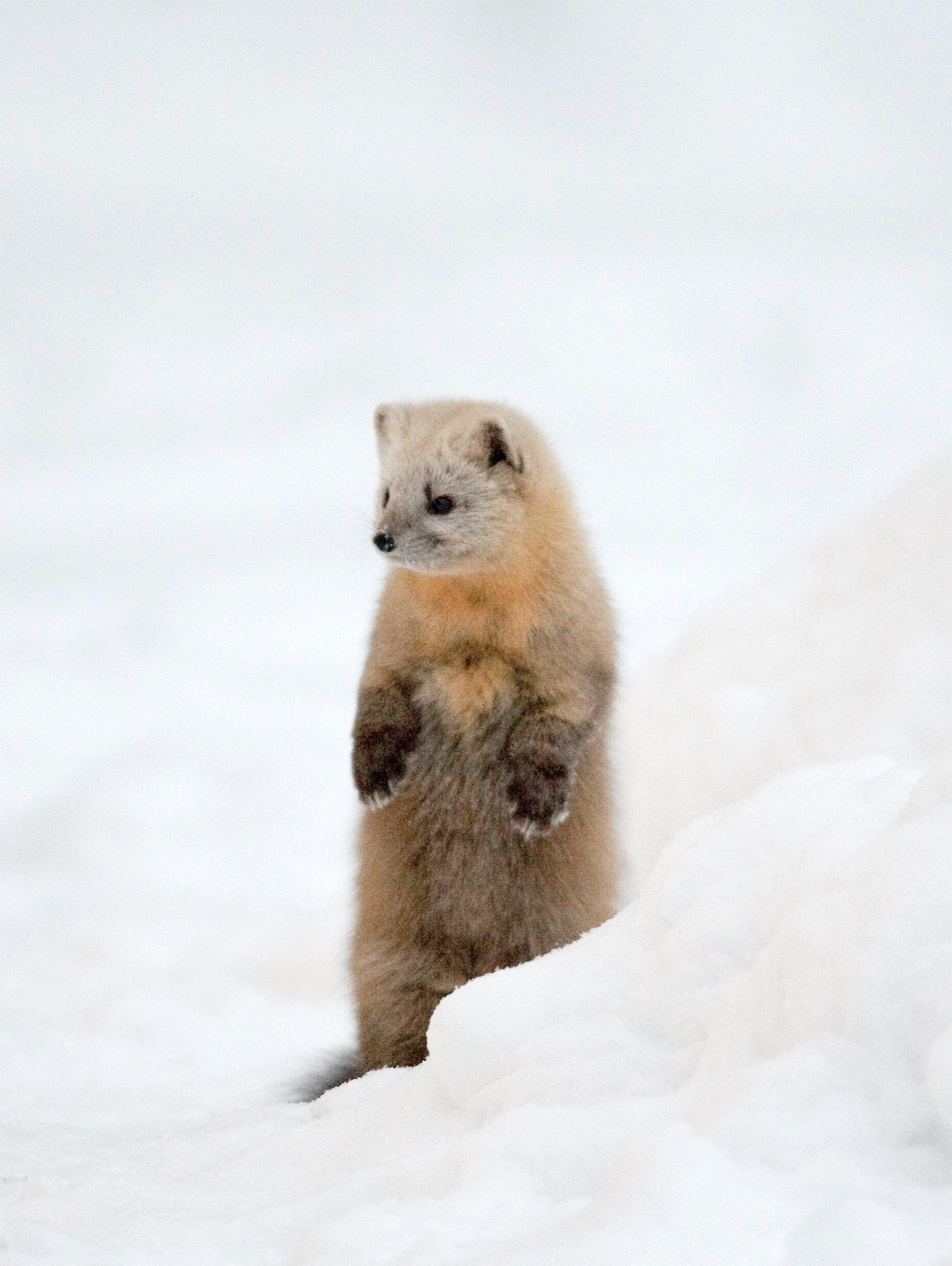
Une zibeline d'Ézo, sur ses pattes arrières, observant les environs.

La zibeline d’Ézo est active de jour comme de nuit, durant toute l'année, sans période d'activité spécifique comme l’hibernation. En dehors de la période de reproduction, elle est généralement solitaire. Ses zones d'activité se situent souvent près des cours d’eau. Très vigilante, elle se dresse souvent sur ses pattes arrière pour observer les alentours.
Son corps, très flexible, en fait une excellente grimpeuse. Elle escalade les arbres en plantant ses griffes et descend la tête en bas. Elle peut également grimper sur des branches fines de 2 cm de diamètre.
Pour s’abriter, la zibeline d’Ézo utilise des terriers, des cavités dans les troncs d’arbres, ou encore des espaces sous les habitations humaines.
Omnivore, elle se nourrit de petits rongeurs, d'oiseaux, d’amphibiens, ainsi que de fruits et de baies. Elle peut également chasser des proies plus grandes comme des lièvres et poursuivre les écureuils dans les arbres. Lorsqu'elle capture un animal, elle laisse souvent la tête intacte, probablement en raison de la dureté de la boîte crânienne.